# منبع وب
منبع وب (به انگلیسی: web resource) یا به صورت ساده شده منبع، به هر شیی قابل شناسایی، شامل اشیای دیجیتال، فیزیکی یا انتزاعی، در وب جهان‌گستر گفته می شود. این منابع با استفاده از شناسهٔ منبع یکسان (URI) قابل تشخیص می‌باشد. در وب معنایی، «منابع وب» و ویژگی‌های معنایی آنها، به وسیله ی چارچوب توصیف منابع (RDF) توصیف می شوند.